# Oreophryne
Oreophryne là một chi động vật lưỡng cư trong họ Nhái bầu, thuộc bộ Anura. Chi này có 42 loài và 10% bị đe dọa hoặc tuyệt chủng.

## Hình ảnh

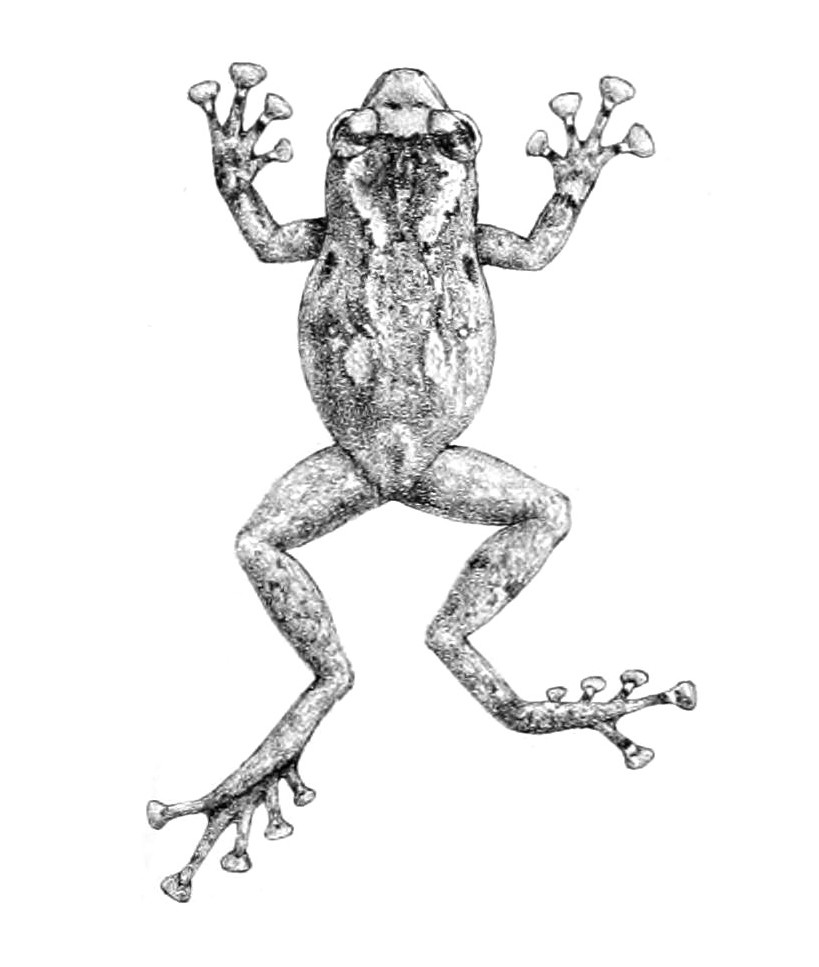